# سوی ناشناخته (دیزنی)
سوی ناشناخته به انگلیسی (into the unknown) آهنگ‌های نوشته شده توسط کریستن اندرسون-لوپز و رابرت لوپز برای فیلم انیمیشنی دیزنی (منجمد۲- راز آرندل)، در سال ۲۰۱۹ می‌باشد. این آهنگ در فیلم که متن توسط آدینا منزل خوانده شد و مانند آهنگ (رهایش کن) که در منجمد۱ خوانده‌است.

## در سطح بین‌المللی
این اهنگ ار همان ابتدای فروش به چندین زبان دوبله گشت همچون زبان های اصلی انگلیسی،اسپانیایی کاستالیان،اسپانیایی لاتین،پرتغالی اروپایی،چرتغالی برزیلی،آلمانی،هندی،روسی،قزاقی،ماندارین چینی،ماندارین تایوانی،ژاپنی،کره ای ،لهستانی،سوئدی، نروژی،دانمارکی،چکی،صربی،ایتالیایی،یونانی
دوبله جدید:ترکی استانبولی